# Тимонин, Леонид Михайлович
Леонид Михайлович Тимонин (1928—2009) — советский и российский физик-ядерщик, доктор технических наук (1971), профессор (1981), лауреат Сталинской (1954), Ленинской (1962) и Государственной (1982) премий; заслуженный деятель науки Российской Федерации (1996).

## Биография
Родился 7 марта 1928 г. в с. Кутьино Новобурасского района Саратовской области.
Окончил физический факультет Саратовского государственного университета (1950).
Работал в КБ-11 (ВНИИЭФ): старший лаборант, инженер, с 1955 начальник отдела 25, в 1967—1998 начальник сектора 03 — отделения 03 (газодинамического), одновременно заместитель главного конструктора. С 1998 заместитель научного руководителя отделения по вопросам специальной безопасности ЯО — главный научный сотрудник.
Основные направления научной деятельности: физика взрыва, разработка и использование взрывных технологий в народном хозяйстве.
Семья: жена, двое детей.
Умер 14 августа 2009 года. Похоронен в Сарове на городском кладбище.

## Награды
Сталинская премия (1954) — за участие в газодинамической отработке ядерных зарядов.
Ленинская премия 1962 года
Государственная премия СССР 1982 года.
Государственная премия имени маршала Г. К. Жукова (2002).
Заслуженный деятель науки РФ (1996).
Награждён орденами Ленина (1971), «Знак Почёта» (1954), медалями.